# Sippenhaft

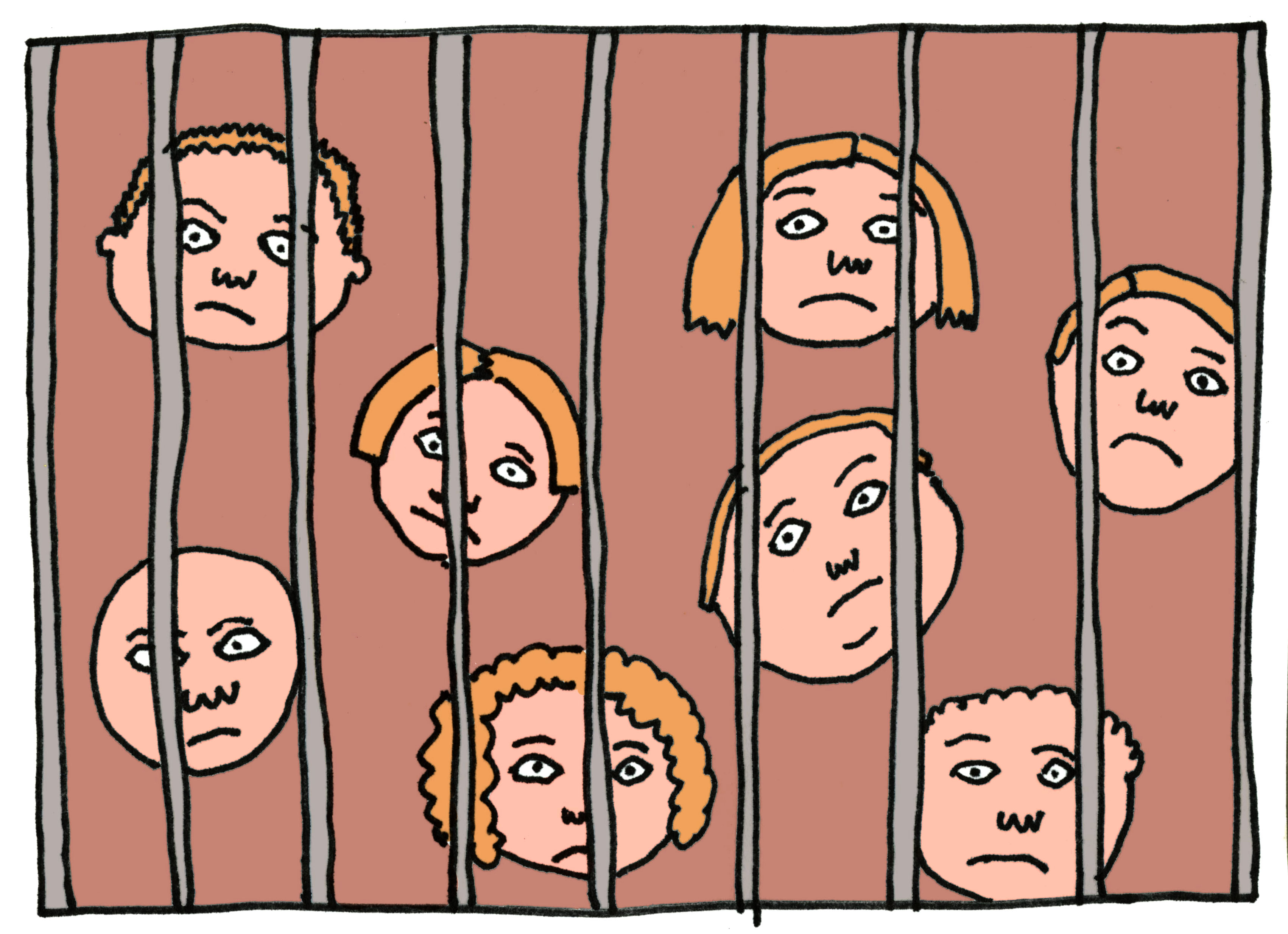
Família na prisão

Sippenhaft ou Sippenhaftung (alemão: [ˈzɪpənˌhaft(ʊŋ)], ) é um termo em língua alemã que se refere à ideia de que uma família pode compartilhar a responsabilidade por um crime ou ato cometido por um dos seus membros isto é, é uma forma de punição coletiva por associação familiar. Como princípio jurídico, provém do direito germânico da Idade Média, geralmente sob a forma de multas e indemnizações.

## No Terceiro Reich
Sippenhaft era um conceito legal estabelecido no Terceiro Reich segundo o qual um réu de crimes contra o Estado automaticamente estendeu a sua responsabilidade criminal por igual aos seus parentes, de modo que tais parentes do acusado podiam ser considerados igualmente culpados, presos e, em alguns casos, também condenados à morte pelo crime cometido pelo parente acusado.
Este tipo de norma legal foi instituído após o atentado de 20 de julho contra Adolf Hitler, por iniciativa de Heinrich Himmler, chefe máximo das SS, que numa reunião dos chefes distritais nazis (Gauleiter) em Poznan solicitou a aplicação deste critério invocando como antecedente um costume presumido das tribos teutónicas. Himmler argumentou que se um crime grave fosse descoberto, o Terceiro Reich deveria seguir o exemplo dos seus antepassados teutónicos, onde o clã do acusado era condenado à morte alegando como justificação a "corrupção do sangue", para a qual era necessário não só o castigo dos culpados, mas também o extermínio de todos os membros da família.
Após o ataque de 20 de julho, esta regra teve o caráter de uma presunção legal absoluta no Terceiro Reich e permitiu que numerosos parentes de acusados criminais também fossem processados pelo crime do seu familiar preso, apesar de nunca ter cometido nenhum crime, apenas com base em seu parentesco ou casamento com o respetivo acusado. Não era importante para o regime nazi que, na maioria dos casos, esses parentes ignorassem completamente as atividades conspiradoras de seus parentes acusados porque a única base para a aplicação da Sippenhaft era o parentesco. Desta forma, foi julgado e condenado por traição o irmão de Claus von Stauffenberg, Alexander von Stäuffenberg, apesar de servir como oficial da Wehrmacht na Grécia quando o ataque estava em preparação e desconhecer completamente os planos do seu irmão; a esposa do mesmo Claus von Stäuffenberg foi condenada a prisão e os seus filhos foram levados para um orfanato onde receberam o apelido Meister. Somente a sua condição de crianças impediu que eles também fossem processados.
Quase todos os crimes em que a Sippenhaft era aplicável eram de natureza "política", isto é, "crimes contra o Estado", para os quais a maioria dos processados sob a Sippenhaft eram parentes e cônjuges dos oficiais da Wehrmacht envolvidos no ataque de 20 de julho; no entanto, uma lei de fevereiro de 1945 ampliou o âmbito da Sippenhaft aos militares que, na opinião de Hitler, mostrassem "covardia diante do inimigo" ou "derrotismo". Enquanto a origem familiar de muitos conspiradores era da antiga aristocracia da Prússia, os nazis aproveitaram o alcance da Sippenhaft para atacar a classe social que odiavam, perseguindo-a com maior determinação.

## Outros regimes
Práticas similares foram usadas por outros regimes totalitários, embora não estivessem expressamente regulamentadas por leis. Durante o período da Grande Purga na União Soviética, desde 1934, o governo de Stalin prendeu e processou vários milhares de indivíduos, e alguns vieram a ser condenados à morte ou deportados para gulags sob a infração de "parentes de um inimigo do povo", ou seja, considerados autores de um "crime" como parentes de um réu, como aconteceu com o esposa do líder bolchevique Nikolai Bukharin. Práticas idênticas foram observadas durante a Revolução Cultural na República Popular da China, onde o filho de Deng Xiaoping foi preso depois de o seu pai ter sido preso, apenas com base em seu vínculo familiar. Na Coreia do Norte a prática é tida como em vigor e em Marrocos também houve acusados na época dos "Anos de chumbo" com acusações e prisões semelhantes, na base do parentesco contra os familiares de dissidentes políticos.